# Баринов Юрій Вікторович
Баринов Юрій Вікторович (31 травня 1955) — радянський велогонщик.
Бронзовий призер Олімпійських Ігор 1980 року в груповій шосейні гонці.